# فرط الحراك
فرط الحركة (بالإنجليزية: Hyperkinesia) هو زيادةٌ في النشاط العضلي مما يؤدي إلى حركات طبيعية أو غير طبيعية مفرطة أو مزيج من الاثنين. وهي كذلك حالة من الهياج المفرط للحركة تظهر في مجموعة كبيرة ومتنوعة من الاضطرابات التي تؤثر على القدرة على التحكم في الحركة، مثل مرض هنتنغتون. وهو عكس نقص الحركة، الذي يشير إلى انخفاض حركة الجسم، كما يتجلى عادة في مرض باركنسون.
إن العديد من الحركات المفرطة هي بسبب التنظيم غير السليم للعقد القاعدية ـ القشرة المخية والمهاد. وفرط نشاط المسار المباشر مقترن بانخفاض نشاط المسار غير المباشر مما يؤدي إلى تنشيط الخلايا العصبية المهادية وإثارة الخلايا العصبية القشرية، مما يؤدي بدوره إلى زيادة الناتج الحركي. غالبًا ما يرتبط فرط الحركة مع انخفاض ضغط الدم، وهو انخفاض في قوة العضلات. كما أن العديد من اضطرابات فرط وزيادة الحركة تكون نفسية وغالبا ما تكون واضحة في فترة الطفولة. اعتمادًا على النوع المحدد للحركة هناك خيارات وعلاجات مختلفة متاحة لتقليل الأعراض منها العلاجات الطبية والجراحية المختلفة.

## التصنيف
يمكن تعريف الحركات الناجمة عن فرط الحركة على أنها أي حركة زائدة غير مرغوب فيها. كما يمكن تمييز هذه الحركات عن بعضها البعض على أساس ما إذا كانت ، أو إلى أي درجة هي، إيقاعية، منفصلة، متكررة، أو عشوائية. وعند معاينة شخص عنده شكوك في فرط الحركة، فإن الطبيب سيسجل تاريخًا طبيًا شاملاً يتضمن وصفًا واضحًا للحركات المعنية والأدوية الموصوفة في الماضي والحاضر، التاريخ العائلي لأمراض مماثلة، التاريخ الطبي بما في ذلك العدوى السابقة، وأي تعرض سابق للمواد الكيميائية السامة. إن فرط الحركة هو سمة مميزة للعديد من اضطرابات حركة الطفولة، ولكنه يختلف بشكل واضح عن كل من فرط التوتر والعلامات السلبية، والتي عادة ما تشارك في مثل هذه الاضطرابات. تشمل عدة أشكال بارزة من الحركات المفرطة الحركة ما يلي:

### الرنح
يشير مصطلح الرنح إلى مجموعة من الأمراض العصبية التقدمية التي تغير التنسيق والتوازن. غالبًا ما تتميز بالتنسيق الضعيف لحركات اليد والعين، ومشاكل الكلام، ومشية واسعة غير مستقرة. قد تشمل الأسباب المُحتملة للرنح السكتة الدماغية، الورم، العدوى، الصدمة أو التغيرات التنكسية في المخيخ. يمكن تصنيفه لمجموعتين. تؤثر المجموعة الأولى (الرنح الوراثي) على المخيخ والنخاع الشوكي ويتم نقلهما من جيل إلى آخر من خلال جين معيب. رنح وراثي شائع هو رنح فريدريش. في المقابل، تحدث ترنحات متفرقة بشكل عفوي في الأفراد الذين ليس لديهم تاريخ عائلي معروف لمثل هذه الاضطرابات الحركية.

### الكنع
انظر أيضا: كنع
يُعرَّف الكنع على أنه حركة بطيئة ومستمرة لا إرادية تمنع الفرد من الحفاظ على وضع ثابت. هذه حركات سلسة وغير إيقاعية تبدو عشوائية ولا تتكون من أي حركات فرعية يمكن التعرف عليها. وهي تنطوي بشكل أساسي على الأطراف البعيدة، ولكنها يمكن أن تشمل أيضًا الوجه والرقبة والجذع. يمكن أن يحدث الكنع في حالة الراحة، بالإضافة إلى الرقاص وخلل التوتر العضلي. عندما يقترن بالرقص، كما هو الحال في الشلل الدماغي، كثيرًا ما يستخدم مصطلح «داء الرقصات».

### خلل التوتر العضلي
خلل التوتر العضلي هو اضطراب حركي يؤدي إلى تقلصات العضلات المستمرة أو اللاإرادية المتقطعة بحركات ملتوية أو متكررة، أو مواقف غير طبيعية، أو كليهما. مثل هذه المواقف غيرالطبيعية تشمل انقلاب القدم أو انحراف المعصم الزندي أو التواء الجذع القزم. [4] يمكن تواجدها في أجزاء معينة من الجسم أو في العديد من مجموعات العضلات المختلفة. غالبًا ما تستمر هذه التقلصات لفترات طويلة ويمكن أن تكون مدمجة. كما يمكن للتوتر العضلي أن يزيد من حركات فرط الحركة، خاصة عند ربطها بالحركات الإرادية.
تشنج الجفن: تشنج الجفن هو نوع من خلل التوتر العضلي ويكون عبارة عن انكماش لا إرادي للعضلات التي تتحكم في الجفون. يمكن أن تتراوح الأعراض من زيادة بسيطة في الوميض إلى إغلاق العين المؤلم المستمر مما يؤدي إلى العمى الوظيفي.
خلل التوتر العضلي الفكي: هو نوع من خلل التوتر العضلي يؤدي إلى انقباضات قوية في الوجه السفلي، مما ينتج عنه فتح الفم أو إغلاقه، وقد تحدث أيضًا حركات مضغ وحركات لللسان غير عادية 
التوتر العضلي الحنجري: ينتج خلل التوتر العضلي الحنجري أو خلل النطق التشنجي عن تقلص غير طبيعي للعضلات في الاحبال الصوتية، مما يؤدي إلى تغيير في إنتاج الصوت، وظهور صوت متوتر أو مخنوق وفي بعض الحالات بها همس أو تنفس.
خلل التوتر العنقي : يتميز هذا الخلل بتشنجات عضلية في الرأس والرقبة، ويمكن ان تكون مؤلمة غير محتملة وتتسبب تغير وضع العنق عن الوضع العادي.
تشنج الكاتب وتشنج الموسيقي: هو عبارة عن خلل التوتر الخاص بمهمة معينة، بمعنى أنه يحدث فقط عند أداء مهام معينة. تشنج الكاتب هو تقلص في عضلات اليد و/أو الذراع يحدث فقط عندما يكتب المريض. لا يحدث في حالات أخرى، مثل عندما يكتب المريض أو يأكل. يحدث تشنج الموسيقي فقط عندما يعزف موسيقي على آلة موسيقية، ويكون نوع التشنج المعتمد خاصًا بالجهاز فمثلا: قد يواجه عازفو البيانو تقلصات في أيديهم أثناء العزف، بينما قد يعاني اللاعبون النحاسيون من تقلصات في عضلات الفم.

### الرقاص
الرقاص هي سلسلة متتابعة لحركة أو أكثر من الحركات اللاإرادية المُنفصلة أو أجزاء من الحركة تظهر بشكل عشوائي. على الرغم من أن الرقاص تتكون من حركات منفصلة، فغالباً ما يتم ربط العديد منها معًا في الوقت المناسب، مما يجعل من الصعب تحديد نقطة بداية ونهاية كل حركة. يمكن أن تشمل هذه الحركات الوجه والجذع والرقبة واللسان والأطراف. على عكس الحركات العصبية، غالبًا ما تكون الحركات المرتبطة بالرقص أكثر سرعة وعشوائية ولا يمكن التنبؤ بها. تتكرر الحركات، ولكنها ليست إيقاعية في الطبيعة. يبدو الأطفال المصابون بالرقاص تململ بعصبية وسيحاولون في كثير من الأحيان إخفاء الحركات العشوائية من خلال تحويل الحركة اللاإرادية وغير الطبيعية إلى حركة هادفة تبدو طبيعية أكثر. قد ينتج الرقاص على وجه التحديد من اضطرابات العقد القاعدية والقشرة الدماغية والمهاد والمخيخ. وقد ارتبط أيضًا بالتهاب الدماغ، وفرط نشاط الغدة الدرقية، والسمية امضادات الكولين، وغيرها من الاضطرابات الوراثية والغذائية. الرقاص هو أيضًا الحركة البارزة في مرض هنتنغتون.

### حركة رقصية نصفية
الحركة الرقصية النصفية تحدث عادة بسبب تلف نواة تحت المهاد أو النواة في العقد القاعدية، وهي غير إيقاعية، سريعة، وعنيفة وغير قابلة للإيقاف. تحدث عادةً في جزء معزول من الجسم، مثل الذراع.

### تشنج نصف الوجه
يتميز تشنج نصف الوجه بتقلص لا إرادي لعضلات الوجه، وعادة ما يحدث فقط على جانب واحد من الوجه. مثل تشنج الجفن، قد يتراوح تردد الانقباضات في تشنج الوجه بشكل متقطع أو ومتكرر وثابت. قد يتداخل تشنج الجفن الأحادي مع المهام الروتينية مثل القيادة. بالإضافة إلى الأدوية، قد يستجيب المرضى جيدًا للعلاج باستخدام البوتوكس. قد يكون تشنج نصف الوجه بسبب ضغط الأوعية الدموية للأعصاب المتوجهة إلى عضلات الوجه. بالنسبة لهؤلاء المرضى، قد يكون تخفيف الضغط الجراحي خيارًا فعالًا لتحسين الأعراض.

### الإرتجاج العضلي
يُعرَّف الارتجاج العضلي بأنه سلسلة من الهزات المتكررة غير الإيقاعية، المُوجزة، الشبيهة بالصدمات بسبب الانكماش اللاإرادي المفاجئ أو استرخاء عضلة واحدة أو أكثر. قد تكون هذه الحركات غير متزامنة، حيث تنقبض العديد من العضلات بشكل متغير بمرور الوقت، متزامنة، حيث تنقبض العضلات في وقت واحد، أو تنتشر، حيث تنقبض العديد من العضلات بالتتابع. وتتميز بحركة مفاجئة أحادية الاتجاه بسبب تقلص العضلات، تليها فترة استرخاء لا تتقلص فيها العضلة. ومع ذلك، عندما تُقلل مرحلة الاسترخاء هذه، تصبح تقلصات العضلات أسرع، ينتج الارتعاش العضلي. يمكن أن يترافق الارتجاج العضلي غالبًا مع النوبات والهذيان والخرف وغيرها من علامات المرض العصبي وتلف المادة الرمادية.

### خلل الحركة المتأخر
يشير خلل الحركة المتأخر إلى مجموعة واسعة من الحركات النمطية اللاإرادية الناتجة عن الاستخدام المطول لعوامل تحجب مستقبلات الدوبامين. الأنواع الأكثر شيوعًا لهذه العوامل هي مضادات الذهان والعوامل المضادة للغثيان. يشير الشكل الكلاسيكي إلى حركات نمطية للفم، والتي تشبه المضغ. ومع ذلك، يمكن أن تظهرأيضًا حركات لا إرادية أخرى مثل الرقاص أو خلل التوتر العضلي أو التشنجات اللاإرادية.

### التشنج اللاإرادي
يمكن تعريف التشنج اللاإرادي على أنه حركة متكررة أو متقطعة تكون دائمًا قابلة للقمع لفترة وجيزة تقريبًا وعادة ما ترتبط بالوعي بالحاجة إلى أداء الحركة. تحدث هذه الحركات غير الطبيعية مع فترات متداخلة من الحركة الطبيعية. هذه الحركات يمكن التنبؤ بها، وغالبًا ما تكون ناتجة عن الإجهاد أو الإثارة أو الاقتراح أو القمع الطوعي لفترة وجيزة. يقول العديد من الأطفال أن بداية التشنجات اللاإرادية يمكن أن تنبع من الرغبة القوية في التحرك. يمكن أن تكون التشنجات العضلية إما عضلية (تغيير الوظيفة الحركية العادية) أو صوتية (تغيير الكلام العادي) في الطبيعة، وغالبًا ما تنطوي على عضلات الوجه، الفم، العينين، الرأس، الرقبة أو الكتف. يمكن تصنيف التشنجات اللاإرادية أيضًا على أنها تشنجات حركية بسيطة (حركة نمطية موجزة واحدة أو جزئية)، أو تشنجات حركية معقدة (حركة أكثر تعقيدًا أو متتابعة تتضمن مجموعات عضلية متعددة)، أو تشنجات صوتية (بما في ذلك أصوات قصيرة أو موجزة بسيطة).

### الرعاش
يمكن تعريف الرعاش بأنه حركة إيقاعية، ذهابًا وإيابًا أو متذبذبة حول محور مشترك. الهزات متناظرة حول نقطة الوسط داخل الحركة، وكلا الجزئين من الحركة تحدث بنفس السرعة. على عكس حركات فرط الحركة الأخرى، تفتقر الهزات إلى كل من الحركات المرتبطة والرجفة. الرعاش الأساسي، المعروف أيضًا باسم الرعاش الأساسي الحميد، أو الرعاش العائلي، هو اضطراب الحركة الأكثر شيوعًا. تشير التقديرات إلى أن 5% من الناس في جميع أنحاء العالم يعانون من هذه الحالة، مما يؤثر على أولئك من جميع الأعمار ولكن يظهر عادةً داخل الأسر. عادة ما يؤثر على اليدين والذراعين ولكن يمكن أن يؤثر أيضًا على الرأس والصوت والذقن والجذع والساقين. يميل كلا جانبي الجسم إلى التأثر بالتساوي. يسمى الرعاش رعشة الحركة، وتصبح ملحوظة في الذراعين عند استخدامها. غالبًا ما يشير المرضى إلى أن الكحول يساعد على تقليل الأعراض. عادة ما تكون حاصرات المستقبل بيتا العلاجات الطبية الأولية. بالنسبة للمرضى الذين يفشلون في الاستجابة بشكل كاف للدواء، يمكن أن يكون التحفيز العميق للدماغ وبزل المهاد فعالًا للغاية. تتميز «الرعشة الخافقة» بحركة غير متساوية في اليد، والتي تظهر في الغالب بأذرع ممدودة وعند امتداد المعصم. يشبه الأفراد المصابون بهذه الحالة بـالطيور التي ترفرف بأجنحتها.

### فرط الحركة الجزئي
يشير فرط الحركة الجزئي إلى أي نوع من الحركة اللاإرادية الموصوفة أعلاه والتي تقطع الحركة العضلية الطوعية المقصودة. تميل هذه الحركات إلى أن تكون هزات تظهر فجأة خلال عمل منسق سلس للعضلات الهيكلية.